# Maurice Dufrène
Pour les articles homonymes, voir Dufrène.

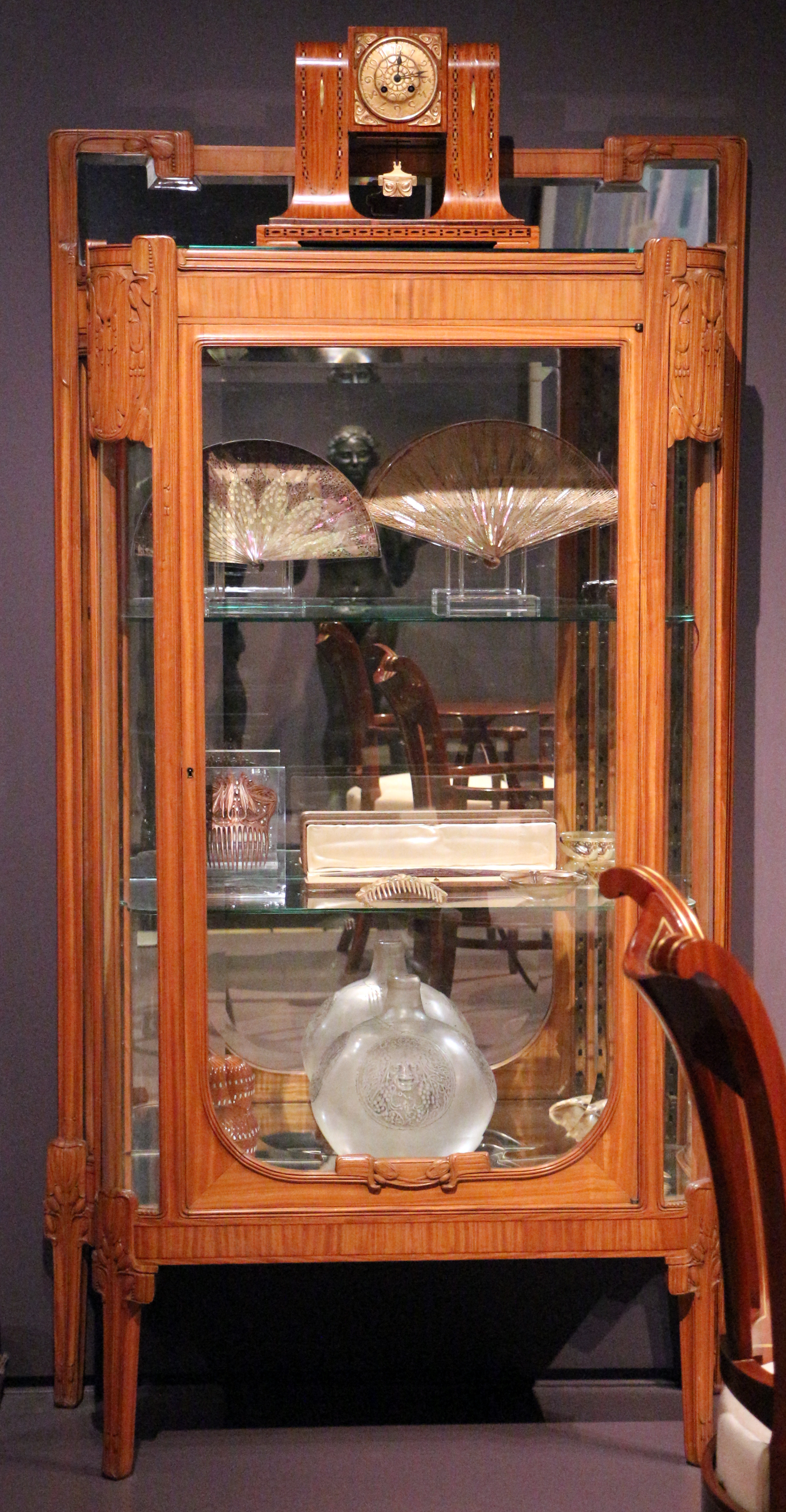
Vitrine à caisson cubique et fond de miroir (vers 1912), Paris, musée d'Orsay.

Maurice Dufrène est un ébéniste, architecte d'intérieur, chef décorateur et écrivain français, né en 1876 à Paris et mort en 1955 à Nogent-sur-Marne.

## Biographie

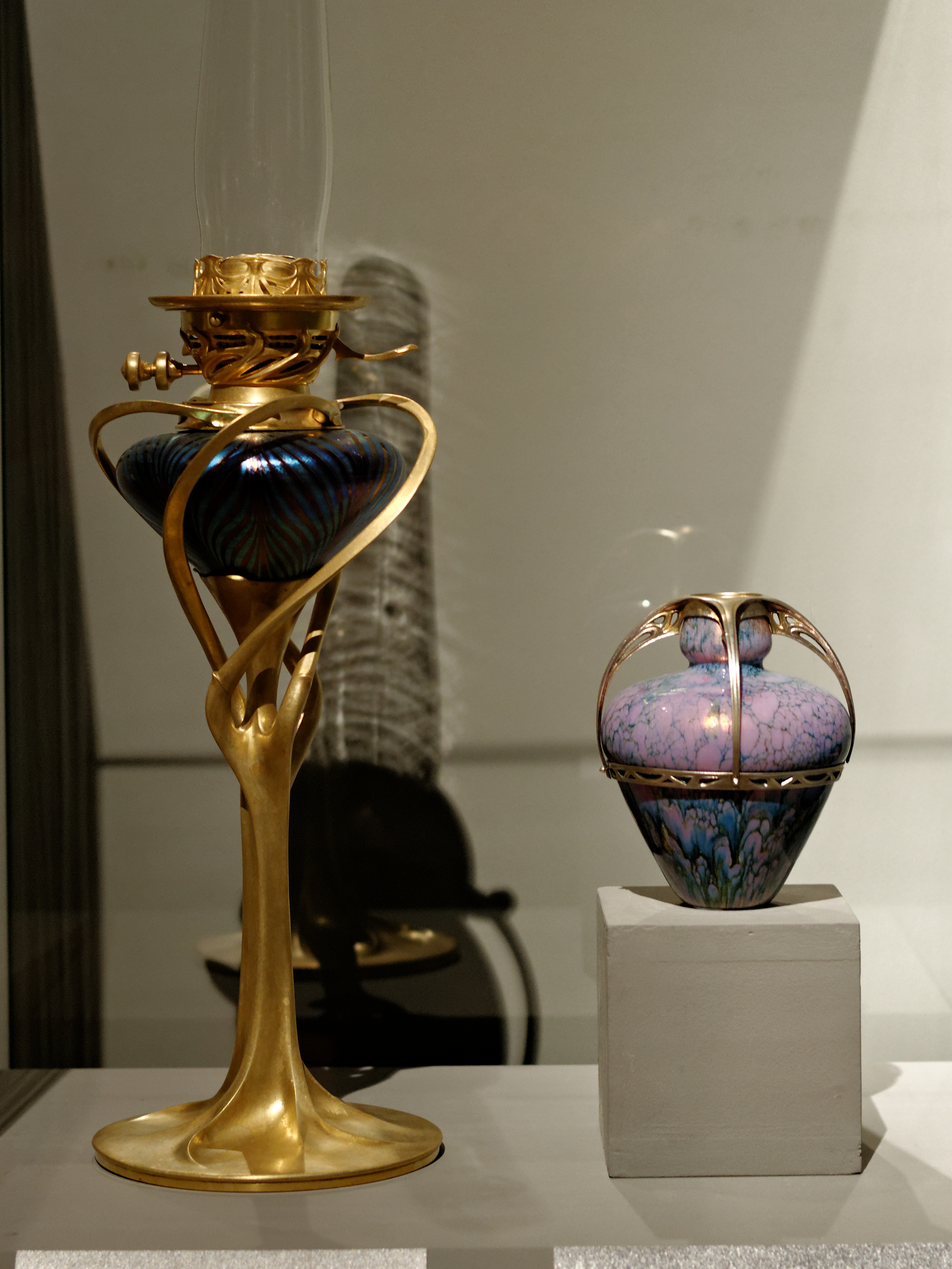
À droite : lampe de Maurice Dufrêne. À gauche : lampe à pétrole d'Anthony Selmersheim (vers 1898), exposés à Budapest au musée hongrois des arts décoratifs en 2013.

Maurice Dufrène est cofondateur en 1902 de la Société des artistes décorateurs. En 1920 il crée l'atelier de la Maîtrise aux Galeries Lafayette. Il prône la production en série et travaille toutes les matières : tissu, verre, bois, argent, céramique. Par l'intermédiaire de Henri Rapin il rencontre Camille Tharaud pour lequel il crée plusieurs formes de coupes en porcelaine.
Il réalise la décoration de la grande salle du cinéma parisien Le Grand Rex.
Vice-président du Salon d'automne, officier de la Légion d'honneur, en juillet 1941, sous le régime de Vichy, il est nommé membre du comité d'organisation professionnelle des arts graphiques et plastiques.

## Publications
- Les Poèmes du silence… précédés de fragments d'un essai sur la poésie, Mercure de Flandres, 1926 (OCLC 459356958).
- Meubles meublants, Paris, Eugène Moreau éditeur, 1929.
- Ensembles mobilier, C. Moreau éditeur, 1937.
- (en) Authentic art deco interiors: from the 1925 Paris exhibition, introduction d'Alastair Duncan, Londres, Antique Collectors' Club, 1989.
- (en) 305 Authentic Art Nouveau Jewelry Designs, Dover Jewelry and Metalwork, Courier Corporation, 2012  (ISBN 0486141950 et 978-0486141954).

## Filmographie
Chef décorateur
- 1936 : Le Nouveau Testament de Sacha Guitry.